# Campionato Sammarinese 2021-2022
Il Campionato Sammarinese 2021-2022 è stata la 37ª edizione del campionato di calcio di San Marino, iniziata il 12 settembre 2021, è terminata il 21 aprile 2022. La Fiorita ha conquistato il titolo per la sesta volta nella sua storia.

## Stagione

### Formula
Il campionato si divide in due fasi: nella prima fase, le 15 squadre partecipanti si affrontano in un unico girone in gare di andata e ritorno, per un totale di 30 giornate. Le prime 12 squadre vengono ammesse alla fase finale per decretare il campione di San Marino. La fase finale prevede un turno preliminare nel quale le squadre classificate dalla 5ª alla 12ª posizione si sfidano in gara secca per decretare chi passerà ai quarti di finale. Le prime quattro classificate accedono direttamente ai quarti di finale. La fase a eliminazione diretta prevede gare di andata e ritorno, ad eccezione di finale 3º posto e finalissima.

### Avvenimenti
In seguito al nuovo peggioramento della situazione sanitaria relativa alla pandemia di COVID-19, il torneo è stato sospeso il 5 gennaio 2022 fino al 18 gennaio 2022, sospensione prolungata fino al 23 seguente.

## Le squadre
Nel Campionato Sammarinese 2021-2022 giocano tutte le quindici squadre di calcio sammarinesi.
Le squadre presenti in campionato sono:
| Squadra        | Castello            |
| -------------- | ------------------- |
| Cailungo       | Borgo Maggiore      |
| Cosmos         | Serravalle          |
| Domagnano      | Domagnano           |
| Faetano        | Faetano             |
| Fiorentino     | Fiorentino          |
| Folgore        | Serravalle          |
| Juvenes/Dogana | Serravalle          |
| La Fiorita     | Montegiardino       |
| Libertas       | Borgo Maggiore      |
| Murata         | Città di San Marino |
| Pennarossa     | Chiesanuova         |
| San Giovanni   | Borgo Maggiore      |
| Tre Fiori      | Fiorentino          |
| Tre Penne      | Città di San Marino |
| Virtus         | Acquaviva           |

## Allenatori
| Squadra          | Allenatore        |
| ---------------- | ----------------- |
| Cailungo         | Cristian Protti   |
| Cosmos           | Alessandro Fabbri |
| Domagnano        | Massimo Mancini   |
| Faetano          | Danilo Girolomoni |
| Fiorentino       | Enrico Malandri   |
| Folgore/Falciano | Omar Lepri        |
| Juvenes/Dogana   | Manuel Amati      |
| La Fiorita       | Nicola Berardi    |
| Libertas         | Gabriele Cardini  |
| Murata           | Achille Fabbri    |
| Pennarossa       | Andy Selva        |
| San Giovanni     | Paolo Baffoni     |
| Tre Fiori        | Matteo Cecchetti  |
| Tre Penne        | Stefano Ceci      |
| Virtus           | Luigi Bizzotto    |

## Stagione regolare

### Classifica finale
|  | Pos. | Squadra        | Pt | G  | V  | N  | P  | GF | GS | DR  |
|  | ---- | -------------- | -- | -- | -- | -- | -- | -- | -- | --- |
|  | 1.   | La Fiorita     | 60 | 28 | 17 | 9  | 2  | 43 | 16 | +27 |
|  | 2.   | Tre Penne      | 59 | 28 | 17 | 8  | 3  | 65 | 29 | +36 |
|  | 3.   | Tre Fiori      | 52 | 28 | 14 | 10 | 4  | 46 | 28 | +18 |
|  | 4.   | Virtus         | 52 | 28 | 15 | 7  | 6  | 32 | 18 | +14 |
|  | 5.   | Pennarossa     | 47 | 28 | 12 | 11 | 5  | 30 | 22 | +8  |
|  | 6.   | Faetano        | 46 | 28 | 13 | 7  | 8  | 39 | 26 | +13 |
|  | 7.   | Libertas       | 44 | 28 | 13 | 5  | 10 | 48 | 40 | +8  |
|  | 8.   | Folgore        | 40 | 28 | 10 | 10 | 8  | 36 | 23 | +13 |
|  | 9.   | Fiorentino     | 36 | 28 | 9  | 9  | 10 | 43 | 37 | +6  |
|  | 10.  | Domagnano      | 30 | 28 | 8  | 6  | 14 | 28 | 40 | -12 |
|  | 11.  | San Giovanni   | 29 | 28 | 6  | 11 | 11 | 29 | 34 | -5  |
|  | 12.  | Murata         | 25 | 28 | 5  | 10 | 13 | 20 | 32 | -12 |
|  | 13.  | Cailungo       | 22 | 28 | 4  | 10 | 14 | 26 | 46 | -20 |
|  | 14.  | Juvenes/Dogana | 21 | 28 | 5  | 6  | 17 | 24 | 63 | -39 |
|  | 15.  | Cosmos         | 5  | 28 | 0  | 5  | 23 | 9  | 64 | -55 |

      Campione di San Marino e ammessa al turno preliminare di UEFA Champions League 2022-2023.
      Ammesse al primo turno di qualificazione UEFA Europa Conference League 2022-2023.
      Ammesse alla Fase finale
      Ammesse al Turno preliminare

### Risultati
|                  | Cai | Cos | Dom | Fae | Fio | Fol | Juv | LaF | Lib | Mur | Pen | SaG | TFi | TPe | Vir |
| ---------------- | --- | --- | --- | --- | --- | --- | --- | --- | --- | --- | --- | --- | --- | --- | --- |
| Cailungo         |     | 2-1 | 1-1 | 0-4 | 0-3 | 1-2 | 2-2 | 0-2 | 1-1 | 0-0 | 1-2 | 1-1 | 2-3 | 1-2 | 0-2 |
| Cosmos           | 1-3 |     | 0-0 | 0-3 | 0-3 | 2-5 | 1-1 | 0-2 | 0-1 | 0-2 | 0-3 | 0-0 | 0-5 | 1-3 | 0-2 |
| Domagnano        | 3-0 | 1-0 |     | 1-3 | 3-0 | 1-0 | 0-2 | 1-2 | 3-1 | 0-0 | 0-1 | 0-4 | 2-4 | 2-3 | 0-0 |
| Faetano          | 4-1 | 1-0 | 2-1 |     | 2-0 | 0-1 | 3-1 | 0-0 | 1-2 | 3-2 | 0-1 | 0-1 | 0-1 | 0-0 | 1-2 |
| Fiorentino       | 4-0 | 0-0 | 1-3 | 2-2 |     | 1-1 | 5-0 | 0-0 | 3-2 | 3-2 | 2-3 | 0-1 | 0-0 | 2-5 | 1-1 |
| Folgore/Falciano | 0-1 | 2-0 | 0-1 | 0-0 | 0-0 |     | 2-1 | 2-0 | 0-3 | 3-0 | 1-1 | 0-0 | 0-0 | 2-4 | 1-2 |
| Juvenes/Dogana   | 0-4 | 3-1 | 2-1 | 1-2 | 0-1 | 0-4 |     | 0-4 | 1-7 | 0-0 | 0-2 | 4-1 | 0-3 | 0-1 | 1-2 |
| La Fiorita       | 2-1 | 2-0 | 2-1 | 0-0 | 0-0 | 1-0 | 2-2 |     | 5-0 | 1-0 | 1-0 | 1-1 | 2-1 | 1-0 | 0-2 |
| Libertas         | 1-1 | 6-0 | 1-0 | 4-2 | 1-3 | 2-2 | 2-1 | 0-3 |     | 3-0 | 1-1 | 2-0 | 1-3 | 2-3 | 0-3 |
| Murata           | 2-1 | 3-0 | 2-0 | 1-2 | 0-0 | 0-3 | 0-1 | 0-1 | 1-0 |     | 0-0 | 0-0 | 0-0 | 1-1 | 1-2 |
| Pennarossa       | 1-1 | 2-1 | 1-0 | 0-2 | 2-1 | 1-1 | 0-0 | 0-0 | 1-0 | 1-1 |     | 1-0 | 1-1 | 1-1 | 0-1 |
| San Giovanni     | 0-0 | 5-1 | 0-0 | 1-2 | 0-3 | 0-0 | 4-0 | 0-3 | 0-1 | 1-1 | 1-1 |     | 0-1 | 1-2 | 0-2 |
| Tre Fiori        | 0-0 | 0-0 | 1-1 | 3-0 | 3-1 | 0-4 | 2-0 | 3-3 | 1-2 | 2-1 | 2-1 | 4-2 |     | 0-3 | 1-0 |
| Tre Penne        | 2-1 | 2-0 | 6-0 | 0-0 | 4-3 | 0-0 | 7-1 | 2-3 | 1-1 | 3-0 | 3-0 | 3-3 | 1-1 |     | 2-0 |
| Virtus           | 0-0 | 2-0 | 1-2 | 0-0 | 2-1 | 1-0 | 0-0 | 0-0 | 0-1 | 1-0 | 0-2 | 1-2 | 1-1 | 2-1 |     |

## Turno preliminare
In caso di parità dopo i tempi supplementari passa il turno la squadra meglio classificata durante la stagione regolare.
|              | Risultati |              | Luogo e data              |
| ------------ | --------- | ------------ | ------------------------- |
| Pennarossa   | 1-1       | Murata       | Acquaviva, 3 maggio 2022  |
| Murata       | 1-2       | Pennarossa   | Domagnano, 7 maggio 2022  |
|              |           |              |                           |
| Faetano      | 1-1       | San Giovanni | Montecchio, 3 maggio 2022 |
| San Giovanni | 1-2       | Faetano      | Dogana, 7 maggio 2022     |
|              |           |              |                           |
| Libertas     | 5-0       | Domagnano    | Domagnano, 3 maggio 2022  |
| Domagnano    | 0-3       | Libertas     | Acquaviva, 7 maggio 2022  |
|              |           |              |                           |
| Folgore      | 0-2       | Fiorentino   | Dogana, 3 maggio 2022     |
| Fiorentino   | 1-2       | Folgore      | Montecchio, 7 maggio 2022 |
|              |           |              |                           |

## Fase finale

### Quarti di finale
|            | Risultati |            | Luogo e data                        |
| ---------- | --------- | ---------- | ----------------------------------- |
| Virtus     | 0-1       | Pennarossa | Acquaviva, 11 maggio 2022           |
| Pennarossa | 1-1       | Virtus     | Chiesanuova, 15 maggio 2022         |
|            |           |            |                                     |
| Tre Fiori  | 1-1       | Faetano    | Fiorentino, 11 maggio 2022          |
| Faetano    | 1-1       | Tre Fiori  | Faetano, 15 maggio 2022             |
|            |           |            |                                     |
| La Fiorita | 0-1       | Fiorentino | Montegiardino, 11 maggio 2022       |
| Fiorentino | 0-2       | La Fiorita | Fiorentino, 15 maggio 2022          |
|            |           |            |                                     |
| Tre Penne  | 2-0       | Libertas   | Città di San Marino, 11 maggio 2022 |
| Libertas   | 1-0       | Tre Penne  | Borgomaggiore, 15 maggio 2022       |
|            |           |            |                                     |

### Semifinali
|            | Risultati |            | Luogo e data                        |
| ---------- | --------- | ---------- | ----------------------------------- |
| La Fiorita | 2-1       | Pennarossa | Montegiardino, 18 maggio 2022       |
| Pennarossa | 1-0       | La Fiorita | Chiesanuova, 22 maggio 2022         |
|            |           |            |                                     |
| Tre Fiori  | 0-1       | Tre Penne  | Fiorentino, 18 maggio 2022          |
| Tre Penne  | 2-1       | Tre Fiori  | Città di San Marino, 22 maggio 2022 |
|            |           |            |                                     |

### Finale 3º posto
|            | Risultati |           | Luogo e data               |
| ---------- | --------- | --------- | -------------------------- |
| Pennarossa | 1-2       | Tre Fiori | Serravalle, 25 maggio 2022 |

### Finale
|            | Risultati |           | Luogo e data               |
| ---------- | --------- | --------- | -------------------------- |
| La Fiorita | 2-0       | Tre Penne | Serravalle, 26 maggio 2022 |

## Verdetti
La Fiorita campione di San Marino 2021-2022 e qualificata al turno preliminare di UEFA Champions League 2022-2023.
 Tre Penne e Tre Fiori qualificate al primo turno di qualificazione di UEFA Europa Conference League 2022-2023.